# Yaodu
Yaodu (尧都区,  Yáodū Qū) ist ein chinesischer Stadtbezirk der bezirksfreien Stadt Linfen in der Provinz Shanxi. Er hat eine Fläche von 1.307 km² und zählt 959.198 Einwohner (Stand: Zensus 2020).

## Administrative Gliederung
Auf Gemeindeebene setzt sich der Stadtbezirk aus zehn Straßenvierteln, zehn Großgemeinden und sechs Gemeinden zusammen.